# Петковић (презиме)
Петковић је хрватско, босанско, црногорско и српско презиме. Може се односити на следеће особе:
- Андреа Петковић (рођена 1987), немачка тенисерка
- Вељко Петковић (рођен 1977), српски одбојкаш
- Владислав Петковић Дис, српски песник
- Дејан Петковић (рођен 1972), српски фудбалер
- Душан Петковић (фудбалер, 1974), бивши српски фудбалер
- Душан Петковић (фудбалер, 1903) (1903–1979), српски и југословенски фудбалер
- Ева Хаљецка Петковић (1870–1947), српска лекарка
- Злата Петковић (1954–2012), српска глумица
- Илија Петковић (1945–2020), српски фудбалер и фудбалски менаџер
- Мајкл Петковић (рођен 1976), аустралијски фудбалер (фудбал).
- Миодраг Петковић (рођен 1948), српски математичар и информатичар
- Момир Петковић (рођен 1953), шампион у рвању грчко-римским стилом из бивше Југославије
- Никола Петковић (рођен 1986), српски фудбалер
- Радослав Петковић (1953–2024), српски књижевник